# Apfelbeckiella golemanskii
Apfelbeckiella golemanskii är en mångfotingart som beskrevs av Ceuca 1973. Apfelbeckiella golemanskii ingår i släktet Apfelbeckiella och familjen kejsardubbelfotingar. Inga underarter finns listade i Catalogue of Life.